# Дзеркальне відбиття

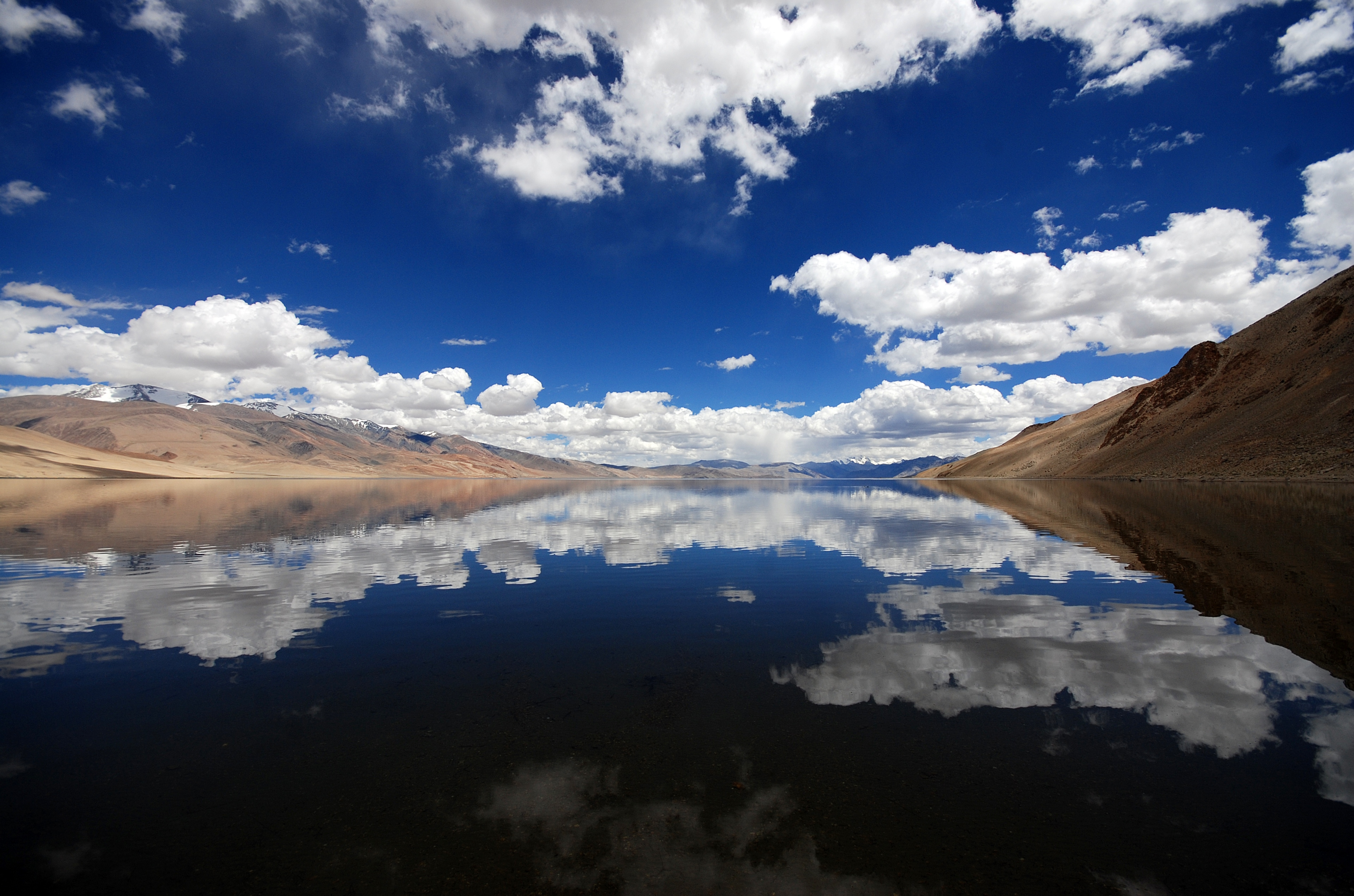
Відбиття в нерухомій воді — приклад дзеркального відбиття.

Дзеркальне відбиття, також відоме як просте відбиття, — це відбиття хвиль, наприклад світла, від поверхні, за якого кожен відбитий промінь утворює з нормаллю до поверхні, такий самий кут, як падаючий промінь, але по другий бік від нормалі, що лежить у площині, утвореній падаючим та відбитим променями. Результат полягає в тому, що зображення, утворене під час відбиття, є дзеркальним.
Закон відбиття зазначає, що для кожного падаючого променя кут відбиття дорівнює куту падіння, а напрямки падіння, нормалі і відбиття, є компланарними. Така поведінка вперше була описана Героном Олександрійським (10–70 н. е.). Це явище протилежне дифузному відбиттю, за якого світло розсіюється від поверхні в різних напрямках, а не в одному.

## Основи

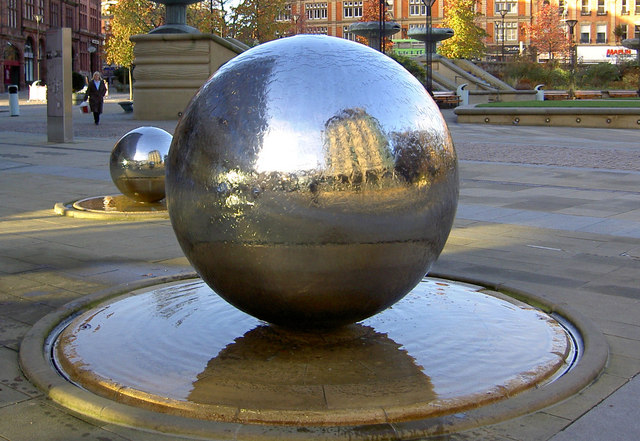
Дзеркальне відбиття від металевих куль

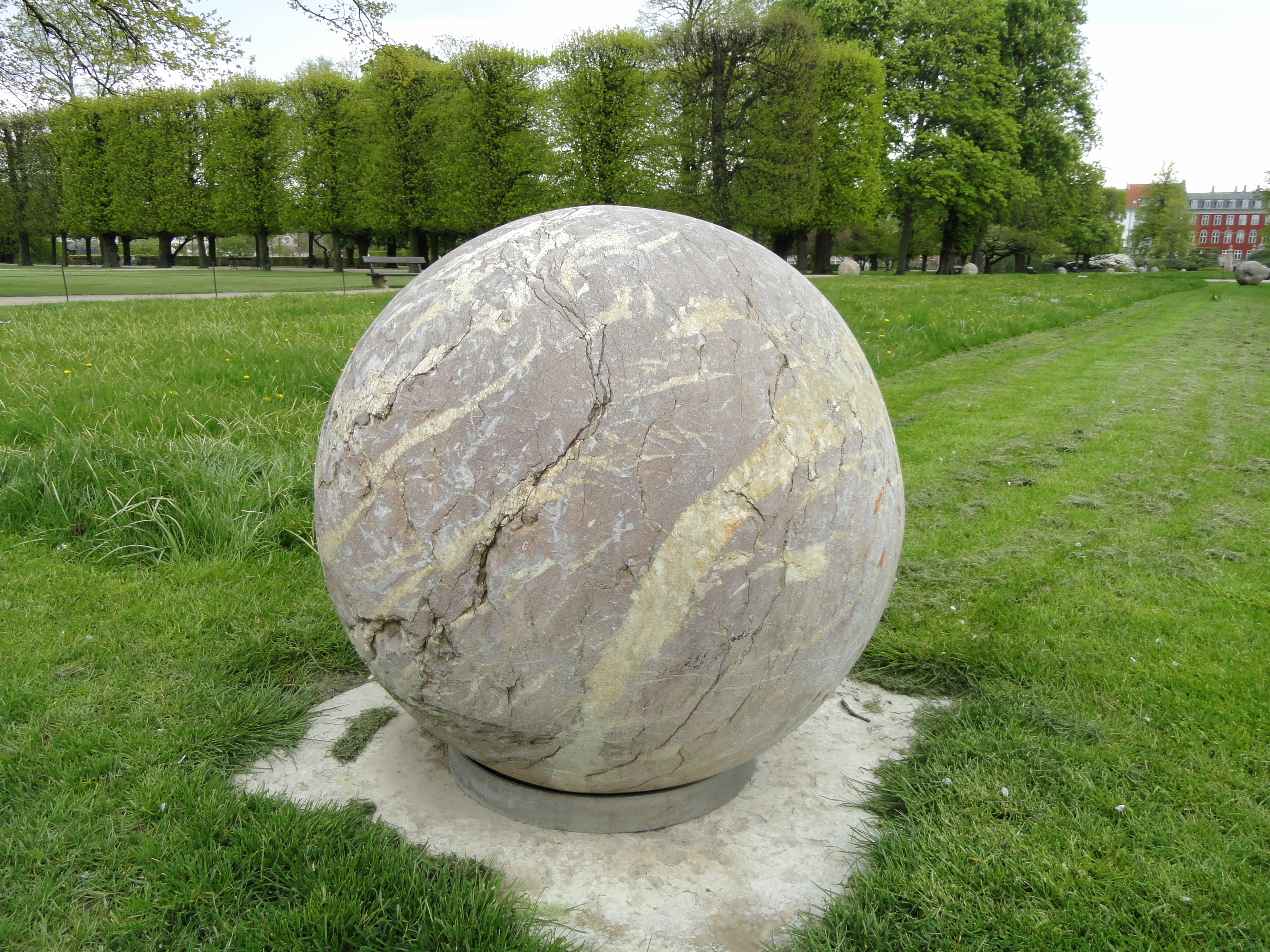
Дифузне відображення від кулі з мармуру

Коли світло потрапляє на поверхню, можливі три результати. Світло може поглинатися матеріалом, може проходити через поверхню, або може відбиватися. Речовини часто демонструють певну суміш цих форм поведінки, залежно від властивостей речовини, довжини хвилі світла та кута падіння. Для більшості меж між речовинами частка світла, що відбивається, збільшується зі збільшенням кута падіння {\displaystyle \theta _{i}}.
Відбиття світла можна розділити на два підтипи: дзеркальне відбиття та дифузне відбиття. За дзеркального відбиття все світло, яке надходить із певного напрямку, відбивається під одним кутом, тоді як за дифузного відбиття світло відбивається в широкому діапазоні напрямків. Прикладом відмінності між дзеркальним та дифузним відбиттям є глянцеві та матові фарби. Матові фарби дають майже виключно дифузне відбиття, тоді як глянцеві фарби дають як дзеркальне, так і дифузне відбиття. Поверхня, побудована з непоглинального порошку, такого як штукатурка, може бути майже ідеальним розсіювачем, тоді як відполіровані металеві предмети можуть дуже ефективно віддзеркалювати світло. Для виготовлення дзеркал зазвичай використовують алюміній або срібло.

## Закон відбиття
В законі відбиття йдеться про кути: кут відбиття світла дорівнює куту падіння.
Закон відбиття проявляється під час дифракції плоскої хвилі з малою довжиною хвилі на плоскій межі: коли розмір межі набагато більший за довжину хвилі, то електрони межі отримують коливання точно у фазі лише з одного напрямку. Якщо ж дзеркало стає дуже малим, порівняно з довжиною хвилі, то закон відбиття більше не виконується, а поведінка світла стає складнішою.

### Векторне формулювання
Закон відбиття також може бути еквівалентно виражений засобами лінійної алгебри. Напрямок відбитого променя визначається вектором падіння та нормальним вектором поверхні. Якщо дано напрямок падіння {\displaystyle \mathbf {\hat {d}} _{\mathrm {i} }} від поверхні до джерела світла та напрямок нормалі до поверхні {\displaystyle \mathbf {\hat {d}} _{\mathrm {n} },} то напрямок дзеркального відбиття {\displaystyle \mathbf {\hat {d}} _{\mathrm {s} }} (всіх векториодиничні) буде:
{\displaystyle \mathbf {\hat {d}} _{\mathrm {s} }=2\left(\mathbf {\hat {d}} _{\mathrm {n} }\cdot \mathbf {\hat {d}} _{\mathrm {i} }\right)\mathbf {\hat {d}} _{\mathrm {n} }-\mathbf {\hat {d}} _{\mathrm {i} },}
де {\displaystyle \mathbf {\hat {d}} _{\mathrm {n} }\cdot \mathbf {\hat {d}} _{\mathrm {i} }} — скалярний добуток. Різні автори можуть надавати напрямкам падіння та відбиття різні знаки. Якщо ці евклідові вектори подані у формі стовпця, рівняння може бути еквівалентно записане через множення матричного вектора:
{\displaystyle \mathbf {\hat {d}} _{\mathrm {s} }=\mathbf {R} \;\mathbf {\hat {d}} _{\mathrm {i} },}
де {\displaystyle \mathbf {R} } є так званою матрицею перетворення Гаусхолдера, визначеною як:
{\displaystyle \mathbf {R} =\mathbf {I} -2\mathbf {\hat {d}} _{\mathrm {n} }\mathbf {\hat {d}} _{\mathrm {n} }^{\mathrm {T} };}
з точки зору матриці ідентичності {\displaystyle \mathbf {I} } і вдвічі більше зовнішнього добутку на {\displaystyle \mathbf {\hat {d}} }.

## Відбивальна здатність
Відбивальна здатність — відношення потужності відбитої хвилі до потужності падаючої хвилі. Це функція довжини хвилі випромінювання і пов'язана з показником заломлення матеріалу, вираженим рівняннями Френеля. В областях електромагнітного спектра, в яких поглинання матеріалом є значним, вона пов'язана з електронним спектром поглинання через уявний компонент комплексного показника заломлення. Електронний спектр поглинання непрозорого матеріалу, який важко або неможливо виміряти безпосередньо, може бути побічно визначений зі спектра відбиття шляхом перетворення Крамерса-Кроніга. Поляризація відбитого світла залежить від симетрії розташування падаючого зондуючого світла відносно поглинальних дипольних моментів переходу в матеріалі.
Вимірювання дзеркального відбиття проводиться за допомогою нормального або різницевого спектрафотометра (рефлектометра) за допомогою сканувального джерела світла зі змінною довжиною хвилі. Вимірювання нижчої якості за допомогою вимірювача блиску кількісно оцінюють блиск поверхні в одиницях блиску.

## Наслідки

### Внутрішнє відбиття
Коли світло поширюється в речовині і падає на межу з нижчим показником заломлення, частина світла відбивається. Якщо кут падіння більший за критичний кут, відбувається повне внутрішнє відбиття: все світло відбивається. Критичний кут можна розрахувати як
{\displaystyle \theta _{\text{crit}}=\arcsin \!\left({\frac {n_{2}}{n_{1}}}\right)\!.}

### Поляризація
Коли світло падає на межу поділу двох середовищ, відбите світло, як правило, частково поляризоване. Однак якщо світло падає під кутом Брюстера, відбите світло повністю лінійно поляризоване паралельно межі. Кут Брюстера дорівнює
{\displaystyle \theta _{\mathrm {B} }=\arctan \!\left({\frac {n_{2}}{n_{1}}}\right)\!.}

### Дзеркальне відображення
Зображення в плоскому дзеркалі має такі особливості:
- знаходиться на такій самій відстані за дзеркалом, як і предмет перед ним;
- має такий самий розмір, як і об'єкт;
- воно пряме;
- воно обернене;
- воно уявне, тобто зображення ніби, знаходиться за дзеркалом, і його не можна отримати на екрані.

Обернення зображення плоским дзеркалом сприймається по-різному залежно від обставин. У багатьох випадках зображення в дзеркалі, здається, розвернутим зліва направо. Якщо плоске дзеркало розташоване на стелі, зображення виявляється перекинутим догори ногами, якщо людина стоїть під ним і дивиться вгору. Аналогічно, автомобіль, що повертає ліворуч, все одно, здається таким, що повертає ліворуч у дзеркало заднього виду для водія автомобіля перед ним. Обернення напрямків або його відсутність залежить від того, як визначені напрямки. Тобто, дзеркало змінює орієнтацію системи координат: одна вісь системи координат розвертається, і хіральність зображення змінюється. Наприклад, зображення правого черевика буде мати вигляд лівого черевика.

## Приклади

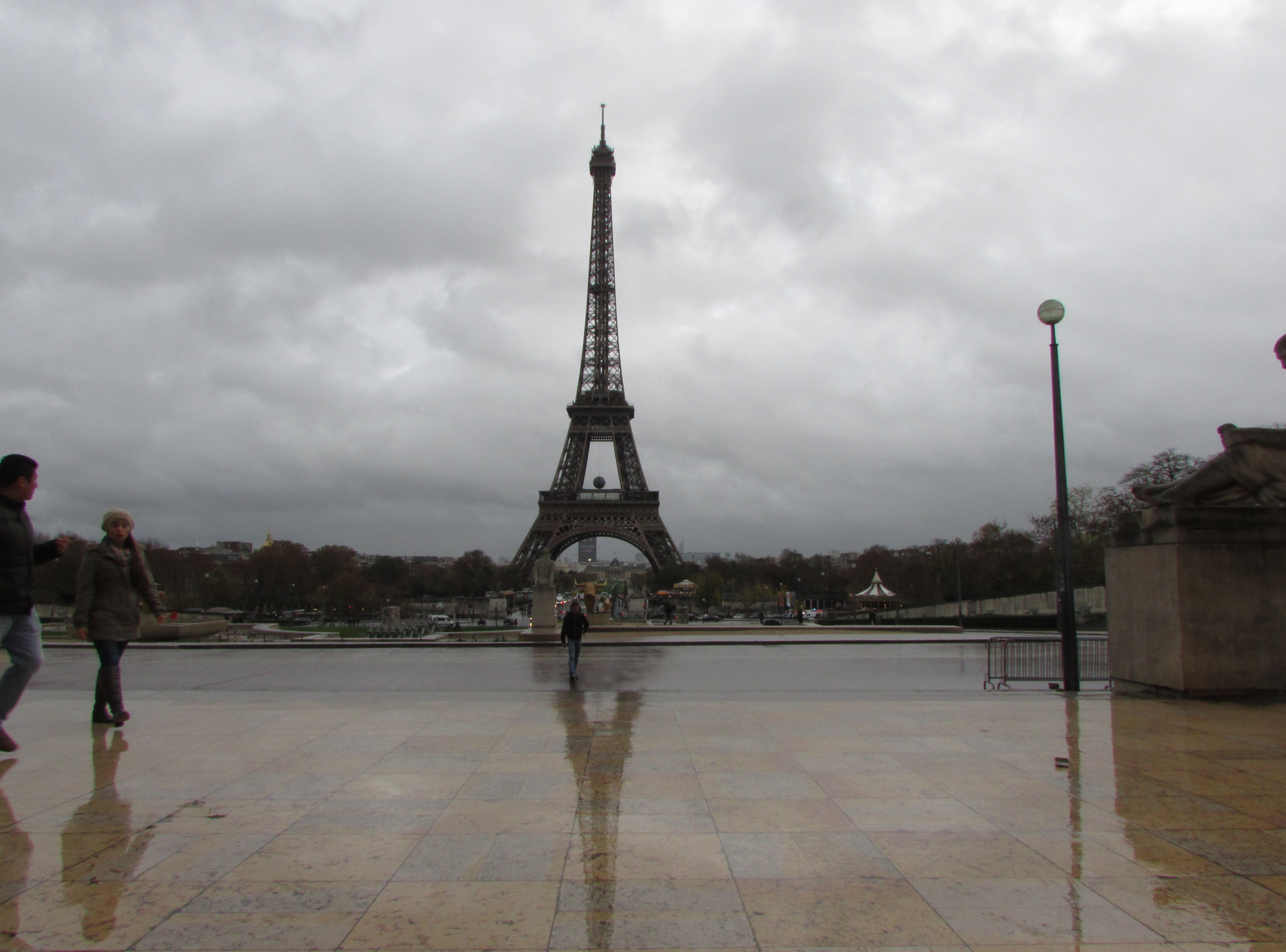
Еспланада Трокадеро в Парижі після дощу. Шар води демонструє дзеркальне відбиття, відображаючи Ейфелеву вежу та інші предмети.

Класичний приклад дзеркального відбиття — дзеркало, яке призначене для отримання дзеркального відбиття.
Окрім видимого світла, дзеркальне відбиття можна спостерігати під час іоносферного відбивання радіохвиль та під час відбивання радіо- або мікрохвильових радіолокаційних сигналів летючими об'єктами. Методика вимірювання рентгенівського відбиття застосовує дзеркальну відбивальну здатність для вивчення тонких плівок та меж поділу з роздільністю до нанометрів, використовуючи або сучасні лабораторні джерела, або синхротронні рентгенівські промені.
Неелектромагнітні хвилі також можуть зазнавати дзеркального відбиття, наприклад, в акустичних дзеркалах, що відбивають звук; в атомних дзеркалах, які відбивають нейтральні атоми. Для ефективного відбиття атомів від твердотільного дзеркала використовуються дуже холодні атоми та/або ковзне падіння, щоб забезпечити значне квантове відбивання; для посилення дзеркального відбиття атомів використовуються рельєфні дзеркала. Нейтронна рефлектометрія використовує дзеркальне відбиття для вивчення поверхонь матеріалів та тонких плівок подібно до відбивання рентгенівських променів.